# 타라스 셰우첸코 공원

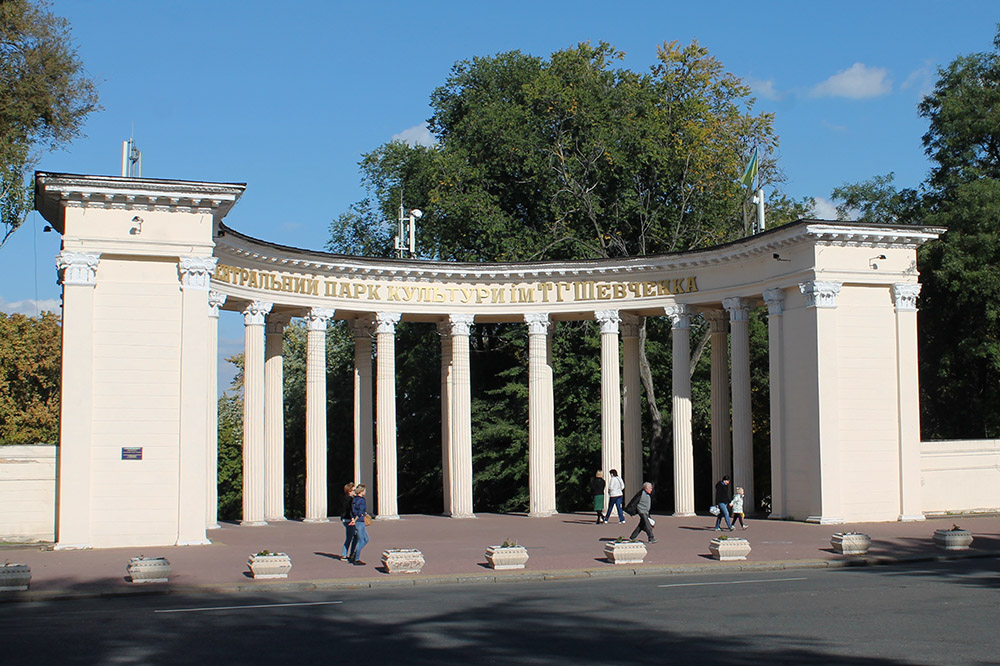
타라스 셰우첸코 공원

타라스 셰우첸코 공원(우크라이나어: Парк імені Тараса Шевченка)은 우크라이나 드니프로에 위치한 공원이다. 모나스티르스키섬에 위치하며 면적은 36 헥타르이다.
18세기 후반까지 자포리자 카자크가 주둔하고 있던 군사 시설이 있었으며 1790년대부터 그리고리 포툠킨에 의해 공사가 시작되었다. 포툠킨은 영국의 정원 양식을 띤 정원 안에 이국적인 식물을 심는 한편 자신의 이름을 딴 궁전을 건립했다. 그리고리 포툠킨이 사망한 이후에도 포툠킨 정원은 예카테리노슬라프 시청의 지시에 따라 좋은 상태로 유지되었다.
1925년에는 타라스 셰우첸코에서 이름을 딴 공원으로 개편되었다. 1935년에는 공원 동쪽에 온실이 건립되었다. 제2차 세계 대전 시기에 파괴되었다가 대규모 재건 사입이 진행되었다. 1957년에는 모나스티르스키섬을 연결하는 보행자 다리가 개통되면서 육지와 연결되었다. 공원 안에는 1958년에 건립된 타라스 셰우첸코 동상, 1986년에 개장한 수족관, 1999년에 건립된 모스크바 총대주교좌 우크라이나 정교회 소속 성 니콜라우스 교회, 2006년에 설치된 공원 전망대, 계단식 분수가 입주하고 있다.